# Betty auf der Prinzenjagd
Betty auf der Prinzenjagd ist eine US-amerikanische Stummfilmkomödie aus dem Jahr 1927 von Richard Rosson mit Betty Bronson und James Hall in den Hauptrollen. Der Film wurde von der Famous Players-Lasky Corporation produziert und basiert auf einer Originalstory von Elinor Glyn.

## Handlung

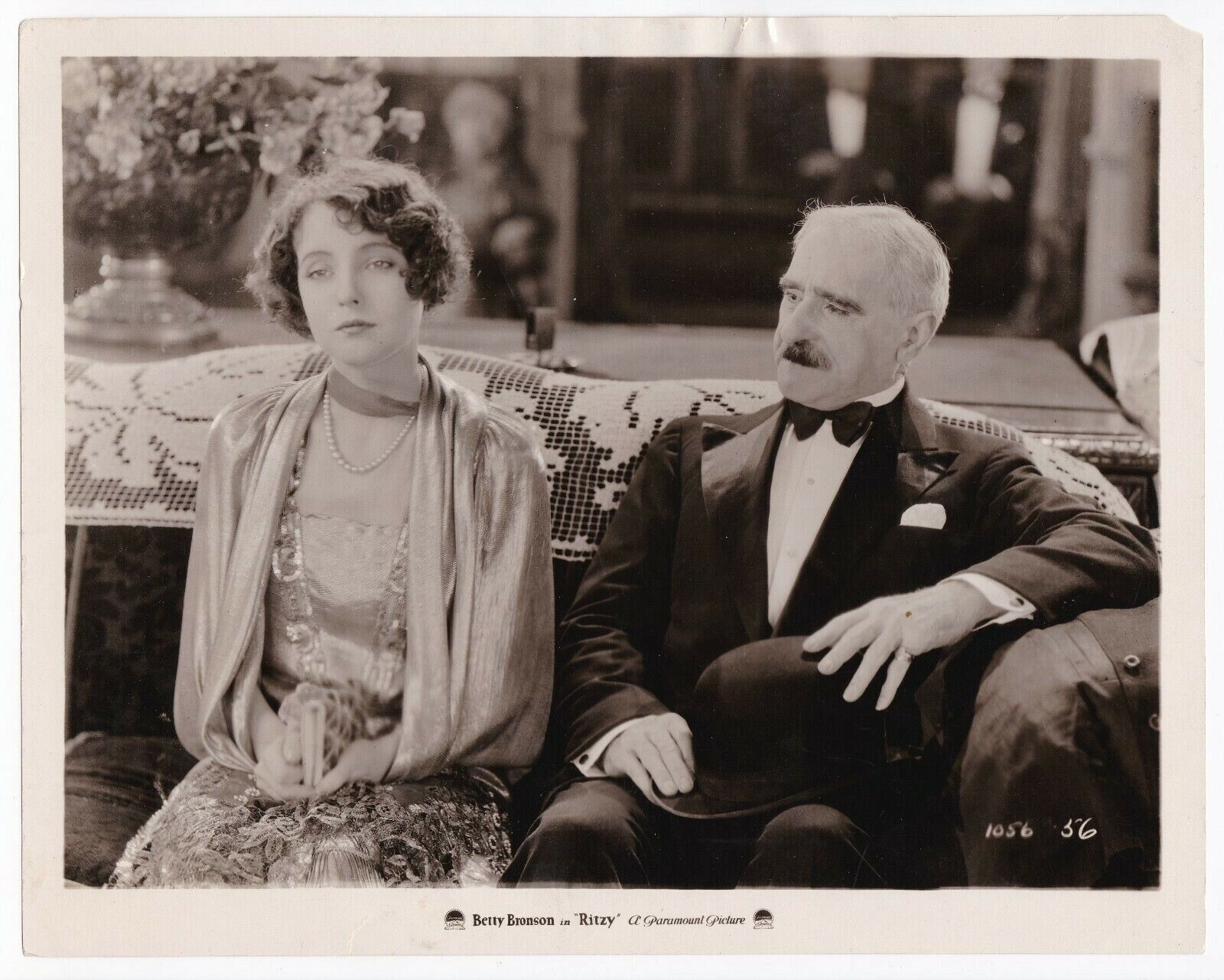
Aushangfoto mit Betty Bronson und George Nichols

Während seiner Amerikareise als Harrington Smith besucht der Herzog von Westborough ein Stahlunternehmen in Ivor City. Er lernt den Besitzer Nathan Brown und dessen Tochter Ritzy kennen, die sich als blasierte, kultivierte Frau ausgibt. Sie vertraut Harrington an, dass sie sich dazu bestimmt fühlt, Herzogin zu werden. 

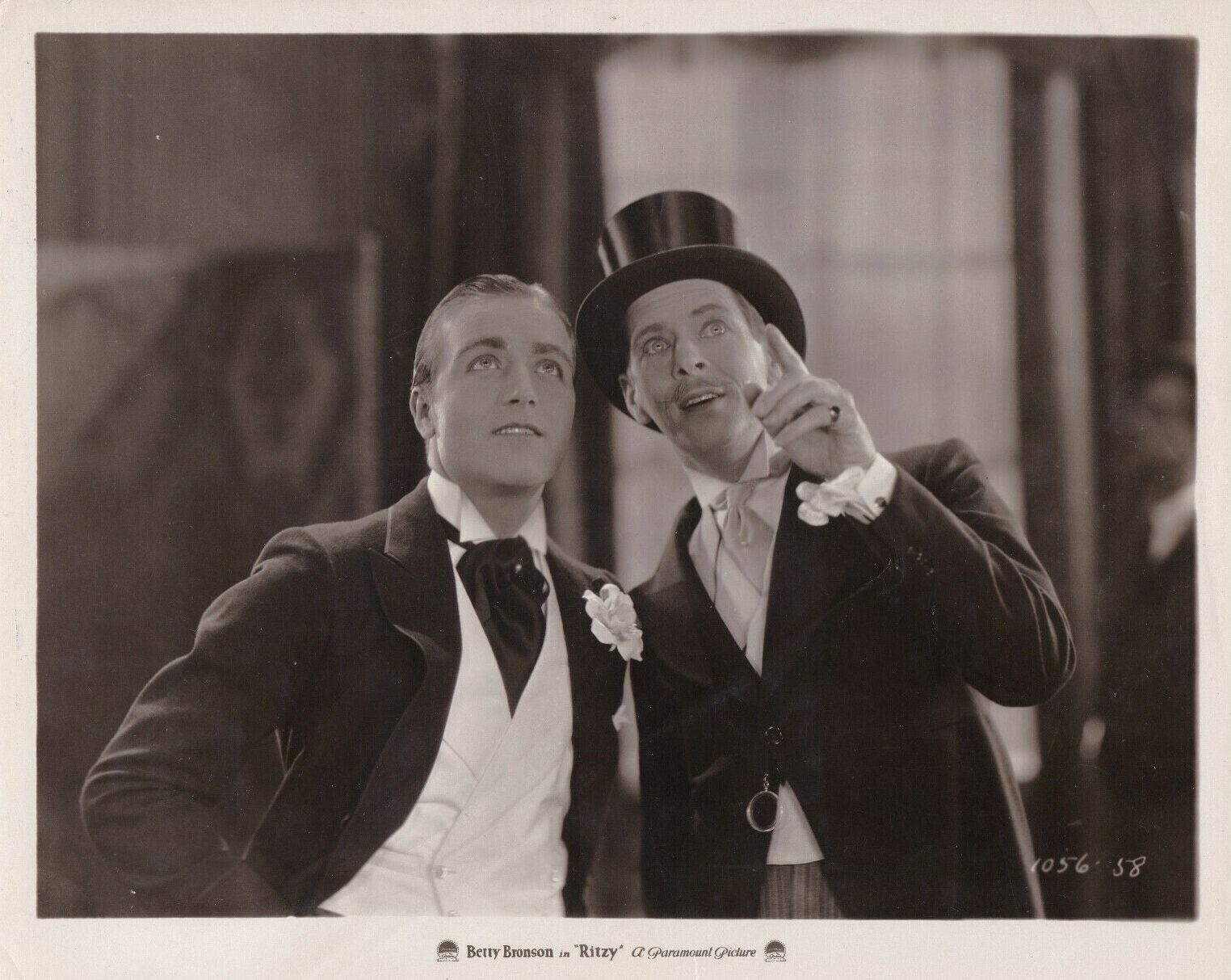
Aushangfoto mit James Hall (l.) und William Austin

Ritzy beschließt, ihren Traum wahr zu machen und besteht darauf, nach Europa zu reisen. Brown überredet Harrington, Ritzy von ihrer fixen Idee abzubringen, der seinen Freund Algy auf die junge Frau ansetzt. Als sie jedoch erkennt, dass ihre Freundschaft mit Algy von diesem nur vorgetäuscht ist, will sie sich verzweifelt ruinieren lassen, indem sie die angebliche Sündenhöhle eines chinesischen Kaufmanns besucht. Doch der vermeintliche fernöstliche Bösewicht entpuppt sich als netter Kerl, der es schafft, dass sich Ritzy und Harrington versöhnen.

## Hintergrund
Gedreht wurde der Film ab dem 3. Januar 1927 in den Paramount-Studios in Hollywood.
Da keine Kopien der fünf Filmrollen existieren, gilt der Film als verschollen.

## Veröffentlichung
Die Premiere des Films fand am 9. April 1927 statt. Am 14. Dezember 1928 kam er in Österreich in die Kinos.

## Kritiken
Mordaunt Hall von der The New York Times schrieb, die Geschichte entstamme der Feder von Elinor Glyn, doch der Film enthalte keine der amourösen Szenen, für die die Autorin bekannt sei. Dennoch sei die Geschichte gefällig und amüsant. Der Film sei bis zum letzten Kapitel exzellent.